# Academia Internacional de Cine (São Paulo)
La Academia Internacional de Cine - AIC (en portugués: Academia Internacional de Cinema - AIC) es una escuela de cine ubicada en São Paulo en el país sudamericano de Brasil.
La institución ofrece cursos libres, y posee oficinas especializadas y cursos en las más diversas áreas de realización audiovisual y cinematográfica, además del curso técnico en dirección cinematográfica (Filmworks), reconocido por la Secretaría de Educación del Estado de São Paulo, y cuyo diploma posibilita la adquisición del registro profesional - DRT 2. Maria Bopp, una exalumna del "curso de interpretación cinematográfica" de la AIC, llegó a ser mundialmente conocida porque, desde 2016 hasta 2020 en cuatro temporadas, protagonizó la serie de televisión Call me Bruna dedicada a Bruna Surfistinha.